# Hogna idonea
Hogna idonea là một loài nhện trong họ Lycosidae.
Loài này thuộc chi Hogna. Hogna idonea được Carl Friedrich Roewer miêu tả năm 1959.